# Diplonevra andina
Diplonevra andina är en tvåvingeart som beskrevs av Borgmeier 1967. Diplonevra andina ingår i släktet Diplonevra och familjen puckelflugor.
Artens utbredningsområde är Peru. Inga underarter finns listade i Catalogue of Life.